# Calatrava (Comarca)
Die Comarca Calatrava ist eine der sieben Comarcas in der Provinz Ciudad Real der autonomen Gemeinschaft Kastilien-La Mancha.
Sie umfasst 24 Gemeinden auf einer Fläche von 2.720,52 km² mit dem Hauptort Ciudad Real.

## Gemeinden
| Gemeinde                  | Einwohner (2024) | Fläche km² | Dichte Einw./km² | Cod INE | Postleitzahl |
| ------------------------- | ---------------- | ---------- | ---------------- | ------- | ------------ |
| Alcolea de Calatrava      | 1.361            | 70,79      | 19               | 13007   | 13107        |
| Aldea del Rey             | 1.577            | 154,31     | 10               | 13009   | 13380        |
| Almagro                   | 9.049            | 249,74     | 36               | 13013   | 13270        |
| Argamasilla de Calatrava  | 5.802            | 165,94     | 35               | 13020   | 13440        |
| Ballesteros de Calatrava  | 361              | 57,83      | 6                | 13022   | 13432        |
| Bolaños de Calatrava      | 12.067           | 87,89      | 137              | 13023   | 13260        |
| Cañada de Calatrava       | 103              | 29,90      | 3                | 13029   | 13430        |
| Caracuel de Calatrava     | 134              | 9,92       | 14               | 13030   | 13433        |
| Carrión de Calatrava      | 3.233            | 95,77      | 34               | 13031   | 13150        |
| Ciudad Real               | 75.909           | 284,98     | 266              | 13034   | 13001–13005  |
| Corral de Calatrava       | 1.128            | 148,77     | 8                | 13035   | 13190        |
| Fernán Caballero          | 965              | 103,96     | 9                | 13040   | 13140        |
| Granátula de Calatrava    | 686              | 152,65     | 4                | 13045   | 13360        |
| Miguelturra               | 15.834           | 118,37     | 134              | 13056   | 13170        |
| Moral de Calatrava        | 5.103            | 188,20     | 27               | 13058   | 13350        |
| Picón                     | 690              | 59,57      | 12               | 13062   | 13196        |
| Poblete                   | 2.940            | 27,82      | 106              | 13064   | 13195        |
| Pozuelo de Calatrava      | 3.894            | 99,67      | 39               | 13066   | 13179        |
| Los Pozuelos de Calatrava | 345              | 84,00      | 4                | 13067   | 13191        |
| Puertollano               | 45.195           | 226,74     | 199              | 13071   | 13500        |
| Torralba de Calatrava     | 3.075            | 101,58     | 30               | 13083   | 13160        |
| Valenzuela de Calatrava   | 653              | 44,08      | 15               | 13088   | 13279        |
| Villamayor de Calatrava   | 619              | 144,81     | 4                | 13091   | 13595        |
| Villar del Pozo           | 47               | 13,23      | 4                | 13095   | 13431        |
| Comarca Calatrava         | 190.770          | 2.720,52   | 70               | –       | –            |